# Llista de topònims de Cervià de Ter
Llista de topònims (noms propis de lloc) del municipi de Cervià de Ter, al Gironès
Informació actualitzada per un bot. Els canvis manuals es perdran quan s'actualitzi!

## edifici
| imatge | Nom                              | Ubicat a      | instància de            | Detalls | coordenades                                        | Protecció                                  | Commons (més fotos) | Dades a WD                    |
| ------ | -------------------------------- | ------------- | ----------------------- | ------- | -------------------------------------------------- | ------------------------------------------ | ------------------- | ----------------------------- |
|        | Nucli antic de Cervià de Ter     | Cervià de Ter | edifici centre històric |         | 42° 04′ 03″ N, 2° 54′ 37″ E / 42.06746°N,2.91022°E | bé cultural d'interès nacional             |                     | Modifica les dades a Wikidata |
|        | Restes del castell Família Raset | Cervià de Ter | edifici                 |         |                                                    | bé integrant del patrimoni cultural català |                     | Modifica les dades a Wikidata |

## entitat singular de població
| imatge | Nom           | Ubicat a      | instància de                                                                   | Detalls | coordenades                                                               | Protecció                                  | Commons (més fotos) | Dades a WD                    |
| ------ | ------------- | ------------- | ------------------------------------------------------------------------------ | ------- | ------------------------------------------------------------------------- | ------------------------------------------ | ------------------- | ----------------------------- |
|        | Cervià de Ter | Cervià de Ter | entitat singular de població ens local històric de Catalunya capital municipal | 799 hab | 42° 03′ 59″ N, 2° 54′ 27″ E / 42.0665°N,2.90743°E 42 msnm                 |                                            |                     | Modifica les dades a Wikidata |
|        | Raset         | Cervià de Ter | entitat singular de població                                                   | 198 hab | 42° 04′ 19″ N, 2° 55′ 30″ E / 42.072027777778°N,2.9250555555556°E 48 msnm | bé integrant del patrimoni cultural català | Raset               | Modifica les dades a Wikidata |

## església
| imatge | Nom                     | Ubicat a      | instància de      | Detalls                     | coordenades                                                | Protecció                                            | Commons (més fotos)     | Dades a WD                    |
| ------ | ----------------------- | ------------- | ----------------- | --------------------------- | ---------------------------------------------------------- | ---------------------------------------------------- | ----------------------- | ----------------------------- |
|        | Sant Cristòfol de Raset | Cervià de Ter | església          | Estil: gòtic tardà          | 42° 04′ 13″ N, 2° 55′ 34″ E / 42.07025°N,2.92613°E 37 msnm | bé integrant del patrimoni cultural català           | Sant Cristòfol de Raset | Modifica les dades a Wikidata |
|        | Sant Genís de Cervià    | Cervià de Ter | església          | Estil: arquitectura popular | 42° 04′ 04″ N, 2° 54′ 36″ E / 42.06766°N,2.91008°E 46 msnm | bé integrant del patrimoni cultural català           | Sant Genís de Cervià    | Modifica les dades a Wikidata |
|        | Santa Maria de Cervià   | Cervià de Ter | església monestir |                             | 42° 04′ 04″ N, 2° 54′ 45″ E / 42.067794°N,2.912478°E       | bé d'interès cultural bé cultural d'interès nacional | Santa Maria de Cervià   | Modifica les dades a Wikidata |

## granja
| imatge | Nom                    | Ubicat a      | instància de | Detalls | coordenades                                                         | Protecció | Commons (més fotos) | Dades a WD                    |
| ------ | ---------------------- | ------------- | ------------ | ------- | ------------------------------------------------------------------- | --------- | ------------------- | ----------------------------- |
|        | Granges de Can Magrana | Cervià de Ter | granja       |         | 42° 04′ 06″ N, 2° 54′ 55″ E / 42.0683989558465°N,2.91527746543644°E |           |                     | Modifica les dades a Wikidata |
|        | Granja d'en Puig       | Cervià de Ter | granja       |         | 42° 03′ 52″ N, 2° 54′ 48″ E / 42.0644526417042°N,2.91334880369505°E |           |                     | Modifica les dades a Wikidata |

## masia
| imatge | Nom                       | Ubicat a      | instància de     | Detalls                                 | coordenades                                                               | Protecció                                            | Commons (més fotos)     | Dades a WD                    |
| ------ | ------------------------- | ------------- | ---------------- | --------------------------------------- | ------------------------------------------------------------------------- | ---------------------------------------------------- | ----------------------- | ----------------------------- |
|        | Ca l'Arner                | Cervià de Ter | masia            | Estat: enderrocat o destruït            | 42° 03′ 31″ N, 2° 53′ 46″ E / 42.058695925703°N,2.8961440610006°E         |                                                      |                         | Modifica les dades a Wikidata |
|        | Cal Ros de Bosc           | Cervià de Ter | masia            |                                         | 42° 04′ 17″ N, 2° 54′ 01″ E / 42.0713499496866°N,2.90015115725606°E       |                                                      |                         | Modifica les dades a Wikidata |
|        | Can Bosc                  | Cervià de Ter | masia            |                                         | 42° 04′ 03″ N, 2° 54′ 10″ E / 42.067425368535°N,2.90280446811781°E        |                                                      |                         | Modifica les dades a Wikidata |
|        | Can Castellana            | Cervià de Ter | masia            |                                         | 42° 03′ 58″ N, 2° 53′ 14″ E / 42.0660692711547°N,2.88735905114581°E       |                                                      |                         | Modifica les dades a Wikidata |
|        | Can Pellicer              | Cervià de Ter | masia casa forta |                                         | 42° 04′ 03″ N, 2° 54′ 27″ E / 42.067451°N,2.907616°E                      | bé d'interès cultural bé cultural d'interès nacional |                         | Modifica les dades a Wikidata |
|        | Can Santamaria de Raset   | Cervià de Ter | masia            | Estil: arquitectura gòtica 16th century | 42° 04′ 19″ N, 2° 55′ 27″ E / 42.071938°N,2.924237°E ca:Raset 45 msnm     | bé d'interès cultural bé cultural d'interès nacional | Can Santamaria de Raset | Modifica les dades a Wikidata |
|        | Mas Blanc                 | Cervià de Ter | masia            |                                         | 42° 04′ 03″ N, 2° 53′ 24″ E / 42.0674048422098°N,2.89004011238301°E       |                                                      |                         | Modifica les dades a Wikidata |
|        | Mas Cabanyer              | Cervià de Ter | masia            |                                         | 42° 04′ 14″ N, 2° 55′ 34″ E / 42.07064906336°N,2.92609332648562°E         |                                                      |                         | Modifica les dades a Wikidata |
|        | Mas Gou                   | Cervià de Ter | masia            |                                         | 42° 04′ 20″ N, 2° 55′ 33″ E / 42.0721530477291°N,2.92592234431203°E       |                                                      |                         | Modifica les dades a Wikidata |
|        | Mas Jepic                 | Cervià de Ter | masia            |                                         | 42° 04′ 06″ N, 2° 54′ 00″ E / 42.0682695853222°N,2.90001093272936°E       |                                                      |                         | Modifica les dades a Wikidata |
|        | Mas Torrent               | Cervià de Ter | masia            |                                         | 42° 04′ 01″ N, 2° 54′ 38″ E / 42.066997222222°N,2.9105277777778°E 42 msnm | bé d'interès cultural bé cultural d'interès nacional | Mas Torrent             | Modifica les dades a Wikidata |
|        | Mas de Can Roure de Raset | Cervià de Ter | masia            | Estil: arquitectura popular             | 42° 04′ 21″ N, 2° 55′ 33″ E / 42.07246°N,2.925799°E                       | bé cultural d'interès local                          |                         | Modifica les dades a Wikidata |
|        | la Torre                  | Cervià de Ter | masia casa forta |                                         | 42° 04′ 06″ N, 2° 54′ 23″ E / 42.068421°N,2.906418°E 61 msnm              | bé d'interès cultural bé cultural d'interès nacional |                         | Modifica les dades a Wikidata |

## muntanya
| imatge | Nom        | Ubicat a      | instància de | Detalls | coordenades                                                         | Protecció | Commons (més fotos) | Dades a WD                    |
| ------ | ---------- | ------------- | ------------ | ------- | ------------------------------------------------------------------- | --------- | ------------------- | ----------------------------- |
|        | Puig-rodon | Cervià de Ter | muntanya     |         | 42° 03′ 57″ N, 2° 53′ 54″ E / 42.06593056°N,2.89827222°E 102.7 msnm |           |                     | Modifica les dades a Wikidata |
|        | el Pedró   | Cervià de Ter | muntanya     |         | 42° 04′ 10″ N, 2° 54′ 43″ E / 42.0694°N,2.91196°E 83.5 msnm         |           |                     | Modifica les dades a Wikidata |

## nucli de població
| imatge | Nom               | Ubicat a      | instància de      | Detalls | coordenades                                                        | Protecció | Commons (més fotos) | Dades a WD                    |
| ------ | ----------------- | ------------- | ----------------- | ------- | ------------------------------------------------------------------ | --------- | ------------------- | ----------------------------- |
|        | el Veïnat de Baix | Cervià de Ter | nucli de població |         | 42° 04′ 20″ N, 2° 55′ 47″ E / 42.0723444983816°N,2.9295970031924°E |           |                     | Modifica les dades a Wikidata |
|        | les Sorreres      | Cervià de Ter | nucli de població |         | 42° 04′ 20″ N, 2° 55′ 57″ E / 42.072232716782°N,2.9323868644536°E  |           |                     | Modifica les dades a Wikidata |

## Misc
| imatge | Nom                                          | Ubicat a                                  | instància de                 | Detalls                                                 | coordenades                                                                                             | Protecció                                            | Commons (més fotos)                  | Dades a WD                    |
| ------ | -------------------------------------------- | ----------------------------------------- | ---------------------------- | ------------------------------------------------------- | --- | ---------------------------------------------------- | ------------------------------------ | ----------------------------- |
|        | Ca la Cebriana                               | Cervià de Ter                             | casa                         | Estil: arquitectura popular                             | 42° 04′ 02″ N, 2° 54′ 33″ E / 42.06735°N,2.9093°E                                                       | bé cultural d'interès local                          |                                      | Modifica les dades a Wikidata |
|        | Castell de Cervià de Ter                     | Cervià de Ter                             | ruïnes de castell            |                                                         | 42° 04′ 03″ N, 2° 54′ 31″ E / 42.0676°N,2.90858°E 77 msnm                                               | bé d'interès cultural bé cultural d'interès nacional | Castell de Cervià                    | Modifica les dades a Wikidata |
|        | Llinda esculpida de l'antic hospital         | Cervià de Ter                             | llinda element arquitectònic | Estil: arquitectura popular 17th century                | 42° 04′ 02″ N, 2° 54′ 36″ E / 42.06732°N,2.91°E ca:C. Hospital 44 msnm                                  | bé integrant del patrimoni cultural català           | Llinda esculpida de l'antic hospital | Modifica les dades a Wikidata |
|        | Monument als donants de sang a Cervià de Ter | Cervià de Ter                             | monument                     | 2004-06-05 Anomenat per: donant de sang                 | 42° 04′ 04″ N, 2° 54′ 47″ E / 42.06771666666667°N,2.912933333333333°E                                   |                                                      |                                      | Modifica les dades a Wikidata |
|        | Museu Raset                                  | Cervià de Ter                             | museu d'art                  | 2005                                                    | 42° 04′ 29″ N, 2° 55′ 30″ E / 42.0748361387538°N,2.9250480516437514°E                                   |                                                      |                                      | Modifica les dades a Wikidata |
|        | Pont del Torrent                             | Cervià de Ter                             | pont                         |                                                         | 42° 03′ 28″ N, 2° 53′ 06″ E / 42.057775°N,2.88499°E 43 msnm                                             | bé cultural d'interès local                          | Pont del Torrent                     | Modifica les dades a Wikidata |
|        | Ter                                          | Ripollès Osona Selva Gironès Baix Empordà | curs d'aigua riu principal   | Desemboca: mar Mediterrània Llarg: 208km Conca: 3010km² | 42° 25′ 40″ N, 2° 15′ 24″ E / 42.427778°N,2.256667°E 42° 01′ 24″ N, 3° 11′ 31″ E / 42.02347°N,3.19187°E |                                                      | Ter River                            | Modifica les dades a Wikidata |
|        | Torre de les Hores                           | Cervià de Ter                             | torre                        | Estil: arquitectura popular                             | 42° 04′ 02″ N, 2° 54′ 33″ E / 42.067277777778°N,2.9092444444444°E 44 msnm                               | bé d'interès cultural bé cultural d'interès nacional | Torre de les Hores (Cervià de Ter)   | Modifica les dades a Wikidata |
|        | casa consistorial de Cervià de Ter           | Cervià de Ter                             | casa consistorial            |                                                         | 42° 04′ 04″ N, 2° 54′ 45″ E / 42.0677434°N,2.9125148°E                                                  |                                                      |                                      | Modifica les dades a Wikidata |
|        | creu d'en Falgons                            | Cervià de Ter                             | creu de terme                |                                                         | 42° 04′ 02″ N, 2° 54′ 22″ E / 42.06712185240413°N,2.9062336290050044°E                                  |                                                      |                                      | Modifica les dades a Wikidata |